# André Moccand
André Moccand (Zúrich, 25 de enero de 1931) es un deportista suizo que compitió en remo como timonel. Participó en los Juegos Olímpicos de Londres 1948, obteniendo una medalla de plata en la prueba de cuatro con timonel.

## Palmarés internacional
| Juegos Olímpicos | Juegos Olímpicos      | Juegos Olímpicos | Juegos Olímpicos   |
| Año              | Lugar                 | Medalla          | Prueba             |
| ---------------- | --------------------- | ---------------- | ------------------ |
| 1948             | Londres (Reino Unido) | Medalla de plata | Cuatro con timonel |